# Honorius de Tebas
Honorius Thebanus ou, mais exatamente, Honório de Tebas, como é conhecido nas traduções clássicas em português, é uma personagem possivelmente mítica da Idade Média, e suposto autor do Grimório de Honório, ainda que o primeiro manuscrito tenha aparecido só em 1629. 
A verdadeira identidade de Honório é envolta em mistério. Algums autores teorizam que o criptônimo de um dos pontífices católicos chamados Honório, a saber, os Papas Honório I, Honório II e Honório Magno. 
O popular alfabeto das feiticeiras, utilizado por várias tradições modernas de bruxaria em feitiços e códices internos, é atribuída a Honório de Tebas tanto por Henrique Cornélio Agrippa no livro De Occulta Philosophia, quanto pelo mestre deste, João Tritêmio, no tratado criptográfico Polygraphia.